# ديف بيونتيك
ديف بيونتيك (بالإنجليزية: Dave Piontek)‏ مواليد 27 أغسطس 1934 في بنسيلفانيا - الوفاة 12 مايو 2004، كان لاعب كرة سلة أمريكي. بدأ مسيرته الاحترافية في سنة 1956. تم اختياره من قبل فريق سكرامنتو كينغز خلال الدرافت. بلغ طوله 6 قدم 6 بوصة (2.0 م). اعتزل اللعب في 1963.

## المسيرة الاحترافية
لعب مع سكرامنتو كينغز من سنة 1956 إلى 1960، ثم لعب مع أتلانتا هوكس من سنة 1959 إلى 1961، ثم لعب مع واشنطن ويزاردز في موسم 1961–1962، ثم لعب مع سكرامنتو كينغز في موسم 1962–1963.

## روابط خارجية
- ديف بيونتيك على موقع إن بي أي (الإنجليزية)
- ديف بيونتيك على موقع سبورتس رفرنس (الإنجليزية)
- ديف بيونتيك على موقع كلية كرة السلة في سبورتس رفرنس.كوم (الإنجليزية)
- ديف بيونتيك على موقع ريلجم (الإنجليزية)
- ديف بيونتيك على موقع بروبوليرز (الإنجليزية)